# Lennon Legend: The Very Best of John Lennon
Lennon Legend: The Very Best of John Lennon è la terza raccolta di John Lennon dopo Shaved Fish (1975) e The John Lennon Collection (1982). Venne pubblicata in Europa nel 1997 e negli Stati Uniti all'inizio del 1998.

## Descrizione
Lennon Legend raggiunse la quarta posizione nella Official Albums Chart britannica certificandosi doppio disco di platino nel maggio 1998. La raccolta è rientrata in classifica in Gran Bretagna il 18 giugno del 2007, circa dieci anni dopo la sua uscita sul mercato, alla posizione numero 30. L'album è inoltre apparso nello spot pubblicitario della Apple per l'iPod Touch.
L'omonimo DVD venne pubblicato nel 2003 con una serie di video musicali rimasterizzati, remixati, o girati ex novo in Dolby Digital 5.1 Surround Sound.

## Tracce
Testi e musiche di John Lennon, eccetto dove indicato.
1. Imagine – 3:04
2. Instant Karma! – 3:22
3. Mother (versione singolo) – 3:53
4. Jealous Guy – 4:16
5. Power to the People – 3:17
6. Cold Turkey – 5:01
7. Love – 3:23
8. Mind Games – 4:11
9. Whatever Gets You Thru the Night – 3:19
10. #9 Dream – 4:46
11. Stand by Me (Ben E. King/Jerry Leiber e Mike Stoller) – 3:27
12. (Just Like) Starting Over – 3:55
13. Woman – 3:26
14. Beautiful Boy (Darling Boy) – 4:00
15. Watching the Wheels – 3:31
16. Nobody Told Me – 3:33
17. Borrowed Time – 4:30
18. Working Class Hero – 3:49
19. Happy Xmas (War Is Over) (John Lennon/Yōko Ono) – 3:33
20. Give Peace a Chance – 4:52

## DVD
La versione in DVD del disco è stata pubblicata nel 2003 con nuovi video montati appositamente per illustrare le canzoni.

### Tracce
1. Imagine – 3:02
2. Instant Karma! – 3:20
3. Mother (versione singolo) – 3:53
4. Jealous Guy – 4:14
5. Power to the People – 3:17
6. Cold Turkey – 5:01
7. Love – 3:23
8. Mind Games – 4:11
9. Whatever Gets You Thru the Night – 3:19
10. Number 9 Dream – 4:46
11. Stand by Me (Ben E. King/Jerry Leiber e Mike Stoller) – 3:27
12. (Just Like) Starting Over – 3:55
13. Woman – 3:26
14. Beautiful Boy (Darling Boy) – 4:00
15. Watching the Wheels – 3:31
16. Nobody Told Me – 3:33
17. Borrowed Time – 4:30
18. Working Class Hero – 3:49
19. Happy Xmas (War Is Over) (John Lennon/Yōko Ono) – 3:33
20. Give Peace a Chance – 4:52

### Contenuti Speciali
1. Working Class Hero (Anthology Version)
  - Video che ripercorre l'antologia dell'ex Beatle narrata dallo stesso Lennon.
2. Slippin' & Slidin' (live)
  - Tratto dal concerto al Hit Factory a New York il 18 marzo 1975.
3. Imagine (live)
  - Tratto dall'ultimo concerto di Lennon il 18 aprile 1975.
4. Hair Peace
  - Video con archivi personali.
5. Everybody Had A Hard Year
  - Tratto da una performance inedita di Lennon e Yōko Ono insieme nel dicembre 1968.
6. Animations in the style of John Lennon's drawings
  - Galleria di animazione.
7. Imagine photo gallery
  - Galleria fotografica.